# Jean-Frédéric de Turckheim
Pour les articles homonymes, voir De Turckheim.
Jean-Frédéric baron de Turckheim (10 décembre 1780 à Strasbourg - 10 décembre 1850 à Strasbourg) est un banquier, homme politique français et président d'Église.

## Biographie
Né dans une famille luthérienne fixée à Strasbourg dès le XVe siècle, Jean Frédéric est le fils ainé du baron Bernard-Frédéric de Turckheim et de Lili Schoenemann. Il fréquente les universités d'Erlangen, de Strasbourg et de Paris, puis effectue des stages dans des banques de Paris, Brême et Amsterdam. En 1806, il entre dans la banque paternelle à Strasbourg et en prend la direction. Après avoir échoué à la députation, le 27 février 1824, dans le 4e arrondissement électoral du Bas-Rhin contre Humann, il est élu, dans le grand-collège du même département, le 6 mars suivant. 
Réélu, le 24 novembre 1827, il prend place au centre gauche, s'occupe principalement de la question des tabacs, et vote contre le ministère de Villèle et pour l'Adresse des 221. Il échoue le 5 juillet 1831, dans le 1er collège du Bas-Rhin (Strasbourg), contre le général La Fayette, ne se représente pas en 1834, mais est élu, dans ce dernier collège, le 8 février 1836. Il siège obscurément dans la majorité et ne se représente pas en 1837.
Il est conseiller général du Bas-Rhin (1815-1833), président de ce conseil (1831-1833)), maire de Strasbourg(1830-1835), président du Tribunal de commerce du Bas-Rhin (1823), président de la Chambre de commerce de Strasbourg et membre du Conseil général du commerce et des manufactures (1825).
Il est élu député au Consistoire général de l'Église de la Confession d'Augsbourg en 1820 puis nommé président du Directoire et du Consistoire général en 1831, succédant ainsi à son père Bernard Frédéric de Turckheim. Il va consacrer tout son temps à la direction de l'Église luthérienne, au point de laisser péricliter sa banque. Il s'occupe activement des fondations protestantes (Séminaire et Faculté de théologie) et lance dès 1831 la réforme des Articles organiques des cultes protestants de 1802, qui n'aboutira qu'en 1852, sous son successeur Théodore Braun. Il négocie avec Paris pour obtenir la création d'un consistoire (1839) et d'un premier poste pastoral luthérien (1842) en Algérie. À partir de 1846, sa santé le contraint à de nombreux séjours à Cannes et la révolution de 1848 substitue au Directoire une commission directoriale et l'écarte de la présidence. Il démissionne de celle-ci en 1850, peu avant sa mort.
Marié le 1er avril 1812 à Friederike von Degenfeld-Schonberg, fille du comte Gustav Eugen von Degenfeld-Schonberg, et de Marianne, Freiin von Berlichingen, il est le beau-père de Ferdinand Eckbrecht von Dürckheim-Montmartin (de).

### Distinctions et hommages
Jean Frédéric de Turckheim était officier de la Légion d'honneur.
Le quai Turckheim à Strasbourg lui rend hommage.